# AIK Fotboll
Maillots
Actualités
Dernière mise à jour : 10 mai 2023.
AIK Fotboll est la section football du club omnisports suédois AIK de la ville de Solna. Fondé en 1891, le club évolue en Allsvenskan depuis 2005.
Le club est communément désigné sous le nom de AIK, alors que ses propres supporters les appellent les Gnaget (du suédois gnagare, une catégorie de rongeurs) depuis les années 1920, quand le club, pour faire des économies, utilisait le même jeu de maillots pendant plusieurs saisons, ce dernier devenant gris au fur et à mesure des lavages. L'équipe première évolue dans le stade de Friends Arena, situé dans la commune de Solna au nord de Stockholm.
Le club a une rivalité de longue date avec un autre club de Stockholm, Djurgårdens IF, en raison de leur proximité géographique et de leur année de création, 1891. Les matches entre les deux équipes sont appelés Tvillingderbyt (le derby des jumeaux en suédois).
L'AIK a remporté 14 fois le Championnat de Suède de football et 9 Coupes de Suède.

## Historique
- 1891 : Fondation du club omnisports de l'AIK (Allmänna Idrottsklubben) le 15 février 1891 à Stockholm[3].
- 1896 : Création de la section football par Sigfrid Stenberg.
- 1900 : Premier titre de champion de Suède acquis en battant Örgryte IS 1-0 en finale.
- 1908 : Theodor Malm et Karl Ansén sont les premiers joueurs de l'AIK sélectionnés en équipe nationale pour un match contre la Norvège.
- 1924 : L'AIK est un des douze clubs fondateurs de l'Allsvenskan, le championnat qui remplace le Svenska Mästerskapet (tournoi à élimination directe créé en 1896).
- 1932 : Premier titre en Allsvenskan, le 7e titre de champion de Suède du club.
- 1948 : Quatre joueurs de l'AIK font partie de l’équipe nationale qui remporte la médaille d'or aux Jeux Olympiques de Londres (Sune Andersson, Henry Carlsson et Börje Leander).
- 1949 : Première victoire du club en Coupe de Suède (victoire 1-0 en finale contre Landskrona BoIS).
- 1951 : Première relégation en deuxième division de l'histoire du club.
- 1966 : Première participation à la Coupe d'Europe.
- 1992 : Premier titre de champion depuis 1937.
- 1997 : L'AIK atteint les quarts de finale de la Coupe d'Europe des Vainqueurs de Coupes, éliminés par le FC Barcelone.
- 1999 : L'AIK atteint la phase de poule de la Ligue des Champions pour la première fois de son histoire.
- 2004 : Relégation en Superettan (deuxième division).
- 2009 : Premier doublé Coupe de Suède-Allsvenskan.

## Bilan sportif

### Palmarès
- Championnat de Suède (12)
  - Champion : 1900, 1901, 1911, 1914, 1916, 1923, 1932, 1937, 1992, 1998, 2009 et 2018
  - Vice-champion : 1898, 1917, 1931, 1935, 1936, 1939, 1947, 1972, 1974, 1986, 1999, 2006, 2011, 2013, 2016, 2017 et 2021

- Coupe de Suède (8)
  - Vainqueur : 1949, 1950, 1976, 1985, 1996, 1997, 1999 et 2009
  - Finaliste : 1943, 1947, 1969, 1991, 1995, 2000, 2001, 2002

- Supercoupe de Suède (1)
  - Vainqueur : 2010
  - Finaliste : 2012

### Bilan européen

#### Bilan
| Compétition                | P  | M   | V  | N  | D  | BP  | BC  | Diff. |
| -------------------------- | -- | --- | -- | -- | -- | --- | --- | ----- |
| Ligue des champions (C1)   | 4  | 20  | 7  | 3  | 10 | 18  | 29  | -11   |
| Coupe des coupes (C2)      | 5  | 16  | 4  | 7  | 5  | 29  | 19  | +10   |
| Ligue Europa (C3)          | 17 | 76  | 27 | 19 | 30 | 86  | 78  | +8    |
| Ligue Conférence (C4)      | 2  | 10  | 4  | 2  | 4  | 16  | 12  | +4    |
| Coupe Intertoto            | 1  | 6   | 2  | 2  | 2  | 9   | 6   | +3    |
| Coupe des villes de foires | 2  | 8   | 4  | 2  | 2  | 15  | 15  | 0     |
| Total                      | 31 | 136 | 48 | 35 | 53 | 173 | 159 | +14   |

#### Résultats
Légende
- Victoire ou qualification pour le tour suivant
- Match nul
- Défaite ou élimination de la compétition

Note : dans les résultats ci-dessous, le score du club est toujours donné en premier
| Saison    | Compétition                | Tour                | Club                      | Domicile | Extérieur | Total             |
| --------- | -------------------------- | ------------------- | ------------------------- | -------- | --------- | ----------------- |
| 1965-1966 | Coupe des villes de foires | 32es de finale      | DR Bruxelles              | 0 - 0    | 3 - 1     | 3 - 1             |
| 1965-1966 | Coupe des villes de foires | Seizièmes de finale | Servette FC               | 2 - 1    | 1 - 4     | 3 - 5             |
| 1968-1969 | Coupe des villes de foires | 32es de finale      | Skeid FK                  | 2 - 1    | 1 - 1     | 3 - 2             |
| 1968-1969 | Coupe des villes de foires | Seizièmes de finale | Hanovre 96                | 4 - 2    | 2 - 5     | 6 - 7             |
| 1973-1974 | Coupe UEFA                 | 32es de finale      | Boldklubben 1903          | 1 - 1    | 1 - 2     | 2 - 3             |
| 1975-1976 | Coupe UEFA                 | 32es de finale      | Spartak Moscou            | 1 - 1    | 0 - 1     | 1 - 2             |
| 1976-1977 | Coupe des coupes           | Seizièmes de finale | Galatasaray SK            | 1 - 2    | 1 - 1     | 2 - 3             |
| 1984-1985 | Coupe UEFA                 | 32es de finale      | Dundee United             | 1 - 0    | 0 - 3     | 1 - 3             |
| 1985-1986 | Coupe des coupes           | Seizièmes de finale | Red Boys Differdange      | 8 - 0    | 5 - 0     | 13 - 0            |
| 1985-1986 | Coupe des coupes           | Huitièmes de finale | Dukla Prague              | 2 - 2    | 0 - 1     | 2 - 3             |
| 1987-1988 | Coupe UEFA                 | 32es de finale      | FC Vítkovice              | 0 - 2    | 1 - 1     | 1 - 3             |
| 1993-1994 | Ligue des champions        | Seizièmes de finale | Sparta Prague             | 1 - 0    | 0 - 2     | 1 - 2             |
| 1994-1995 | Coupe UEFA                 | Tour préliminaire   | FK Mažeikiai              | 2 - 0    | 2 - 0     | 4 - 0             |
| 1994-1995 | Coupe UEFA                 | 32es de finale      | Slavia Prague             | 0 - 0    | 2 - 2     | 2E - 2            |
| 1994-1995 | Coupe UEFA                 | Seizièmes de finale | Parme AC                  | 0 - 1    | 0 - 2     | 0 - 3             |
| 1996-1997 | Coupe des coupes           | Seizièmes de finale | KR Reykjavik              | 1 - 1    | 1 - 0     | 2 - 1             |
| 1996-1997 | Coupe des coupes           | Huitièmes de finale | Nîmes Olympique           | 0 - 1    | 3 - 1     | 3 - 2             |
| 1996-1997 | Coupe des coupes           | Quarts de finale    | FC Barcelone              | 1 - 1    | 1 - 3     | 2 - 4             |
| 1997-1998 | Coupe des coupes           | Seizièmes de finale | NK Primorje               | 0 - 1    | 1 - 1     | 1 - 2             |
| 1999-2000 | Ligue des champions        | Deuxième tour Q     | Dniepr-Transmach Mahiliow | 7 - 1    | 4 - 0     | 11 - 1            |
| 1999-2000 | Ligue des champions        | Troisième tour Q    | AEK Athènes               | 0 - 0    | 0 - 1     | 0 - 1             |
| 1999-2000 | Ligue des champions        | Groupe B            | Arsenal FC                | 2 - 3    | 1 - 3     | Quatrième         |
| 1999-2000 | Ligue des champions        | Groupe B            | FC Barcelone              | 1 - 2    | 0 - 5     | Quatrième         |
| 1999-2000 | Ligue des champions        | Groupe B            | ACF Fiorentina            | 0 - 0    | 0 - 3     | Quatrième         |
| 2000-2001 | Coupe UEFA                 | Tour préliminaire   | FK Homiel                 | 1 - 0    | 2 - 0     | 3 - 0             |
| 2000-2001 | Coupe UEFA                 | 64es de finale      | Herfølge BK               | 0 - 1    | 1 - 1     | 1 - 2             |
| 2001      | Coupe Intertoto            | Premier tour        | Carmarthen Town           | 3 - 0    | 0 - 0     | 3 - 0             |
| 2001      | Coupe Intertoto            | Deuxième tour       | OB Odense                 | 2 - 0    | 2 - 2     | 4 - 2             |
| 2001      | Coupe Intertoto            | Troisième tour      | ES Troyes AC              | 1 - 2    | 1 - 2     | 2 - 4             |
| 2002-2003 | Coupe UEFA                 | Tour préliminaire   | ÍB Vestmannaeyja          | 2 - 0    | 3 - 1     | 5 - 1             |
| 2002-2003 | Coupe UEFA                 | 64es de finale      | Fenerbahçe SK             | 3 - 3    | 1 - 3     | 4 - 6             |
| 2003-2004 | Coupe UEFA                 | Tour préliminaire   | Fylkir Reykjavik          | 1 - 0    | 0 - 0     | 1 - 0             |
| 2003-2004 | Coupe UEFA                 | 64es de finale      | Valence CF                | 0 - 1    | 0 - 1     | 0 - 2             |
| 2007-2008 | Coupe UEFA                 | Premier tour Q      | Glentoran FC              | 4 - 0    | 5 - 0     | 9 - 0             |
| 2007-2008 | Coupe UEFA                 | Deuxième tour Q     | Liepājas Metalurgs        | 2 - 0    | 2 - 3     | 4 - 3             |
| 2007-2008 | Coupe UEFA                 | Premier tour        | Hapoël Tel-Aviv           | 0 - 1    | 0 - 0     | 0 - 1             |
| 2010-2011 | Ligue des champions        | Deuxième tour Q     | AS Jeunesse d'Esch        | 1 - 0    | 0 - 0     | 1 - 0             |
| 2010-2011 | Ligue des champions        | Troisième tour Q    | Rosenborg BK              | 0 - 1    | 0 - 3     | 0 - 4             |
| 2010-2011 | Ligue Europa               | Barrages Q          | Levski Sofia              | 0 - 0    | 1 - 2     | 1 - 2             |
| 2012-2013 | Ligue Europa               | Deuxième tour Q     | FH Hafnarfjörður          | 1 - 1    | 1 - 0     | 2 - 1             |
| 2012-2013 | Ligue Europa               | Troisième tour Q    | Lech Poznań               | 3 - 0    | 0 - 1     | 3 - 1             |
| 2012-2013 | Ligue Europa               | Barrages Q          | CSKA Moscou               | 0 - 1    | 2 - 0     | 2 - 1             |
| 2012-2013 | Ligue Europa               | Groupe F            | FK Dnipro                 | 2 - 3    | 0 - 4     | Quatrième         |
| 2012-2013 | Ligue Europa               | Groupe F            | SSC Naples                | 1 - 2    | 0 - 4     | Quatrième         |
| 2012-2013 | Ligue Europa               | Groupe F            | PSV Eindhoven             | 1 - 0    | 1 - 1     | Quatrième         |
| 2014-2015 | Ligue Europa               | Deuxième tour Q     | Linfield FC               | 2 - 0    | 0 - 1     | 2 - 1             |
| 2014-2015 | Ligue Europa               | Troisième tour Q    | FK Astana                 | 0 - 3    | 1 - 1     | 1 - 4             |
| 2015-2016 | Ligue Europa               | Premier tour Q      | VPS Vaasa                 | 4 - 0    | 2 - 2     | 6 - 2             |
| 2015-2016 | Ligue Europa               | Deuxième tour Q     | Shirak Gyumri             | 2 - 0    | 2 - 0     | 4 - 0             |
| 2015-2016 | Ligue Europa               | Troisième tour Q    | Atromitos FC              | 1 - 3    | 0 - 1     | 1 - 4             |
| 2016-2017 | Ligue Europa               | Premier tour Q      | Bala Town                 | 2 - 0    | 2 - 0     | 4 - 0             |
| 2016-2017 | Ligue Europa               | Deuxième tour Q     | Europa FC                 | 1 - 0    | 1 - 0     | 2 - 0             |
| 2016-2017 | Ligue Europa               | Troisième tour Q    | Panathinaïkos             | 0 - 1    | 0 - 2     | 0 - 3             |
| 2017-2018 | Ligue Europa               | Premier tour Q      | KÍ Klaksvík               | 0 - 0    | 5 - 0     | 5 - 0             |
| 2017-2018 | Ligue Europa               | Deuxième tour Q     | Željezničar Sarajevo      | 2 - 0    | 0 - 0     | 2 - 0             |
| 2017-2018 | Ligue Europa               | Troisième tour Q    | Sporting Braga            | 1 - 1    | 1 - 2 ap  | 2 - 3             |
| 2018-2019 | Ligue Europa               | Premier tour Q      | Shamrock Rovers           | 1 - 1    | 1 - 0     | 2 - 1             |
| 2018-2019 | Ligue Europa               | Deuxième tour Q     | FC Nordsjælland           | 0 - 1    | 0 - 1     | 0 - 2             |
| 2019-2020 | Ligue des champions        | Premier tour Q      | FC Ararat-Armenia         | 3 - 1    | 1 - 2     | 4 - 3             |
| 2019-2020 | Ligue des champions        | Deuxième tour Q     | NK Maribor                | 3 - 2 ap | 1 - 2     | 4 - 4E            |
| 2019-2020 | Ligue Europa               | Troisième tour Q    | Sheriff Tiraspol          | 1 - 1    | 2 - 1     | 3 - 2             |
| 2019-2020 | Ligue Europa               | Barrages Q          | Celtic FC                 | 1 - 4    | 0 - 2     | 1 - 6             |
| 2022-2023 | Ligue Europa Conférence    | Deuxième tour Q     | Vorskla Poltava           | 2 - 0    | 2 - 3     | 4 - 3             |
| 2022-2023 | Ligue Europa Conférence    | Troisième tour Q    | FK Shkëndija              | 1 - 1    | 1 - 1 ap  | 2 - 2 (3 - 2 tab) |
| 2022-2023 | Ligue Europa Conférence    | Barrages Q          | FC Slovácko               | 0 - 1    | 0 - 3     | 0 - 4             |
| 2025-2026 | Ligue Conférence           | Deuxième tour Q     | Paide Linnameeskond       | 6 - 0    | 2 - 0     | 8 - 0             |
| 2025-2026 | Ligue Conférence           | Troisième tour Q    | Győri ETO FC              | 2 - 1    | 0 - 2     | 2 - 3             |

## Structures du club

### Stades
Depuis sa création en 1896 et jusqu’en 1901, l’AIK dispute ses matchs à domicile à Gärdet, puis à Lindarängen, deux terrains situés à l’est du quartier d’Östermalm. C’est sur la pelouse de Lindarängen que le club va décrocher son premier titre de champion de Suède en 1900 en battant le quadruple champion en titre, Örgryte IS.
Le club déménage par la suite à quelques encablures de Gärdet, à Idrottsparken, un stade situé à l’emplacement du futur Stade Olympique de Stockholm. L’AIK y évoluera jusqu’en 1910.
En 1909, la Suède hérite de l’organisation des jeux olympiques d'été de 1912. Ne disposant pas de stade d’une capacité suffisante, l’association suédoise chargée de la promotion du sport (Sveriges Centralförening för Idrottens Främjande, SCIF) décide alors la construction d’un nouveau stade d’environ 20 000 places à l’emplacement d’Idrottsparken.
Privé de son arène, l’AIK est contraint de déménager dans la commune de Solna, au Råsundavägen IP, où il évoluera pendant toute la durée de la construction du Stockholms Olympiastadion (1910-1912).
À l’issue des Jeux Olympiques de 1912, l’AIK et ses trois titres de champions de Suède (1900, 1901 et 1911) s’installent au Stade Olympique. Le club y remportera 4 titres de champion supplémentaires jusqu’à son départ en 1936 (en 1914, 1916, 1923 et 1932).
Porté par un nombre toujours plus important de supporters, le club se retrouve petit à petit à l’étroit au Stade Olympique. C’est ainsi qu’est décidée la construction d’un nouveau stade destiné à accueillir à la fois le club et également l’équipe nationale de football suédoise : le Råsunda.
Laissant le Stade Olympique au grand rival Djurgårdens IF, l’AIK s’installe au Råsunda début 1937 : le match inaugural a lieu le 18 avril 1937 dans un stade flambant neuf, installé dans le quartier de Råsunda dans la commune de Solna. AIK y affronte pour l’occasion le club de Malmö FF et l’emporte sur le score de 4-0.

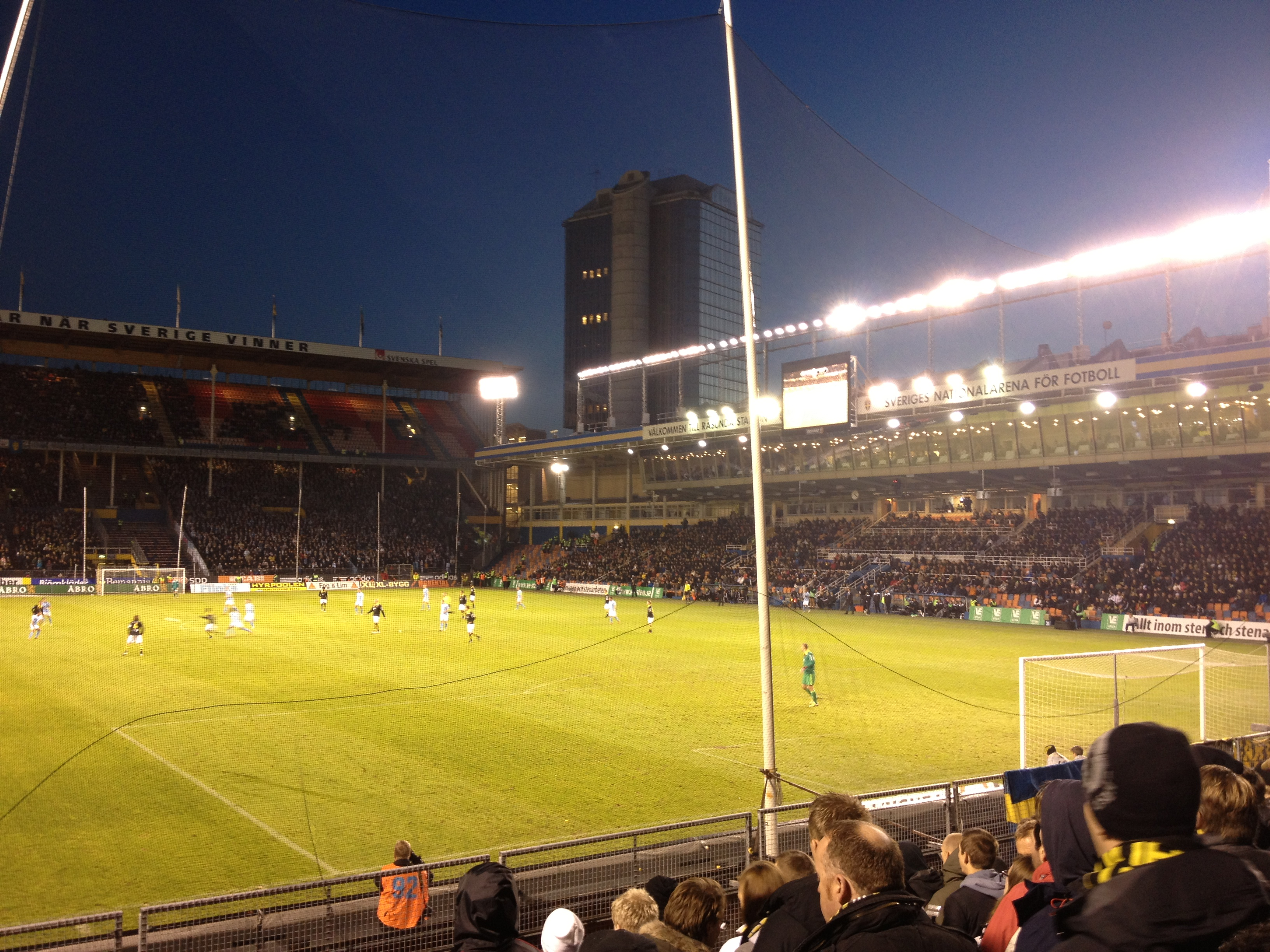
AIK-Malmö FF, dernier match de championnat disputé à Råsunda en novembre 2012

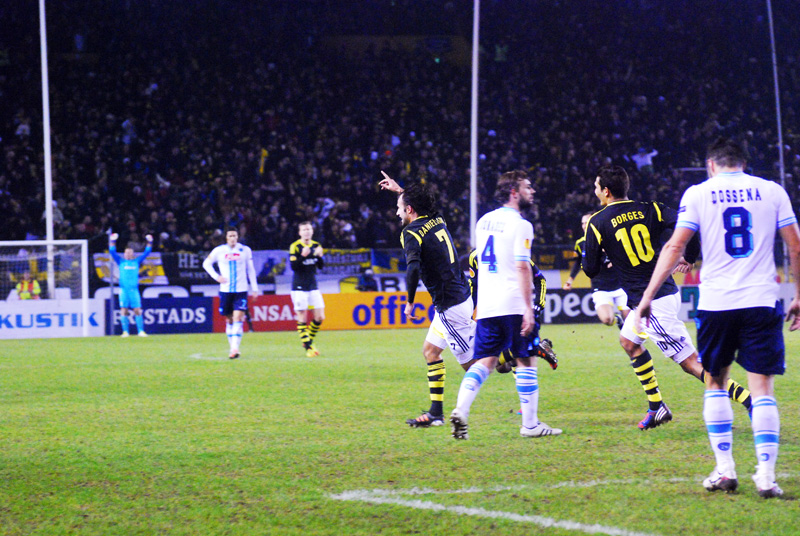
Helgi Danielsson inscrit le dernier but de l'histoire de l'AIK à Råsunda contre Naples en Ligue Europa

L’AIK va évoluer à Råsunda jusqu’en 2012. Le club dispute son dernier match officiel dans son enceinte historique le 22 novembre 2012 dans le cadre de la phase de poule de la Ligue Europa. L’AIK affronte à cette occasion le S.S.C. Naples devant 28 552 spectateurs (défaite 2-1, but de Helgi Danielsson pour l’AIK contre un but de Dzemali et un penalty de Cavani dans le temps additionnel de la seconde période).
Dès le début des années 2000, des voix se sont élevées pour souligner la nécessité pour le football suédois de disposer d’une vitrine plus moderne, alors même que le Råsundastadion ne répondait plus aux normes internationales de sécurité et de capacité. En avril 2006, la Fédération suédoise de football décide la construction d’un nouveau stade (plutôt que la simple rénovation du Råsundastadion) afin d'accueillir les matchs de l’AIK et ceux de l’équipe nationale de football de Suède.
L’AIK a joué son premier match à la Friends Arena le 24 mars 2013 devant 4 547 spectateurs. À cette occasion, le club affrontait le HJK Helsinki dans le cadre d’un match de préparation à la saison 2013 de Allsvenskan. Le match a été remporté par les locaux sur le score de 1-0, l’histoire retenant Sam Lundholm comme étant le premier buteur du club dans son nouveau stade.
Le premier match du club en compétition officielle a eu lieu deux semaines plus tard, le 7 avril 2013, à l’occasion de la deuxième journée de Allsvenskan. Opposé à l’équipe de Syrianska FC, l’AIK ne peut obtenir mieux que le match nul 0-0. À cette occasion, le club a établi un nouveau record d’affluence du club pour un match à domicile en Allsvenskan, avec 43 466 spectateurs (effaçant ainsi le précédent record datant de 1975, quand 40 669 personnes avaient assisté à un match entre l’AIK et Djurgården).

## Rivalités et derbys

### Tvillingderbyt
Généralement considéré comme le derby le plus important de Suède, le derby des jumeaux voit s’affronter l'AIK et Djurgårdens IF, les deux clubs ayant remporté le plus grand nombre de titres de champions de Suède (11 chacun). La rivalité entre les deux clubs existe depuis 1891, année de fondation des deux clubs (à seulement trois semaines d'intervalle), rivalité qui s’est accentuée avec la création de leurs sections football en 1896. Depuis 1891, les deux clubs se sont affrontés 228 fois, toutes compétitions confondues (83 victoires pour l’AIK, 82 pour Djurgården), dont 113 fois en Allsvenskan (42 victoires pour l’AIK, 29 victoires pour Djurgården).

### Tvåfärgsderbyt
Le derby des deux couleurs oppose l'AIK, qui a ses racines au nord de la ville, à Hammarby IF dont le siège se situe au sud. Bien qu’existante, la rivalité entre ces deux clubs est généralement considérée comme moins importante que celle rencontrée lors autres derbys de Stockholm (AIK-Djurgården et Djurgården-Hammarby).

### Autres rivalités

#### Brommapojkarna
Si les matchs opposant l’AIK à Brommapojkarna peuvent également être assimilés à des derbys de Stockholm d’un point de vue purement géographique, l’affiche ne revêt généralement pas les mêmes enjeux que les autres derbys de la capitale : Brommapojkarna n’a disputé jusqu’à présent que 4 saisons dans l’élite et ne dispose pas d’un public très nombreux (environ 2 500 spectateurs en moyenne lors des matchs à domicile pendant la saison 2013).

#### IFK Göteborg
Les matchs entre l’AIK et l’IFK Göteborg sont le plus important derby entre un club basé à Stockholm et un club basé à Göteborg. Il s’agit à la fois d’une rivalité sur le plan footballistique (l’IFK Göteborg ayant remporté 18 titres de champion de Suède) mais également au niveau géographique, le match opposant le club phare de la capitale au club phare de la deuxième ville du pays.

## Personnalités du club

### Numéros retirés
(Mise à jour en date du 29 janvier 2014)
- 1 - Retiré le 5 avril 2009 en l'honneur des supporters du club ("En général les clubs appellent leurs supporters le douzième homme. Les supporters de l'AIK sont beaucoup plus importants que cela, ils sont à la base de tout, nous avons donc décidé de leur donner le numéro 1" - Björn Wesström, Directeur Sportif de l'AIK)[15].
- 27 - À la suite du décès du gardien Ivan Turina le 2 mai 2013[16], le club réfléchit à retirer définitivement le numéro 27 porté par ce dernier[17].

### Anciens joueurs
- Andreas Alm (2000-2003, puis entraîneur de l'équipe première entre 2011 et 2016)
- Andreas Andersson (1999-2005)
- Ola Andersson (en) (1995-2000)
- Sune Andersson (1946-1950)
- Mattias Asper (1998-2000)
- Martin Åslund (1999-2004)
- Sanny Åslund (1973-1974, 1976-1978, 1980-1982)
- Denni Avdić (2016-2018)
- Nabil Bahoui (2013-2015, 2018)
- Michael Brundin (en) (1996-2000)
- Henry Carlsson (1939-1948, puis entraîneur de l'équipe première entre 1965 et 1966)
- Karl Corneliusson (en) (1999-2003)
- Sven Dahlkvist (1974-1987)
- Helge Ekroth (en) (1910-1913, 1914-1923)
- Kurt Hamrin (1952-1955)
- Magnus Hedman (1990-1997)
- Henok Goitom (2012-2015, 2017)
- Daniel Gustavsson (en) (2009-2013)
- Alexander Isak (2016-2017)
- Nils-Eric Johansson (2007-2018)
- Markus Jonsson (2006-2009)
- Per Karlsson (2003, 2008-2018)
- Per Kaufeldt (1918-1924, 1925-1934, puis entraîneur de l'équipe première entre 1935 et 1940, et entre 1952 et 1955)
- Börje Leander (1938-1953)
- Rasmus Lindkvist (2017-)
- Oscar Linnér (2015-)
- Johan Mjällby (1989-1998, 2006)
- Krister Nordin (1992-1999, 2002-2004)
- Kristoffer Olsson (2017-2018)
- Gabriel Özkan (en) (2006-2012)
- Robin Quaison (2011-201)
- Mats Rubarth (en) (2001-2008)
- Anton Salétros (2013-2018, 2019)
- Pascal Simpson (en) (1991-1998)
- Gary Sundgren (1988-1997)
- Daniel Tjernström (1999-2013)
- Tarik Elyounoussi (2018-)
- Enoch Adu (2018-)
- Derek Boateng (2003-2006)
- Kwame Karikari (en) (2011-2014)
- Ebenezer Ofori (2013-2017)
- Ibrahim Teteh Bangura (2011, 2014)
- Kennedy Igboananike (2013-2014)
- Martin Kayongo-Mutumba (2002-2003, 2009-2010, 2011-2014)
- Dulee Johnson (2006-2010)
- Iván Obolo (en) (2007-2009)
- Jos Hooiveld (2009-2010, 2015-2017)
- Nebojša Novaković (en) (1997-2001, entraîneur adjoint de l'équipe première entre 2004 et 2008 et 2010-2017)
- Ivan Turina (2010-2013)